# 李亶 (豫章郡王)
李亶（7世纪？—690年8月17日），唐朝宗室，唐高祖的孙子，舒王李元名的长子。
李亶被封为豫章郡王，在江州刺史任上有治绩，唐高宗手敕褒美李元名的教子有方。永昌元年（689年），李亶被丘神𪟝陷害，下狱。载初元年秋七月壬午（690年8月17日），李亶遇害，迁李元名于和州。后来李元名流放利州，被杀。唐中宗神龙初年，唐中宗封李亶的儿子李津为嗣舒王。